# Stew Morrill
Stewart Morrill, detto Stew (Provo, 25 luglio 1952), è un ex cestista e allenatore di pallacanestro statunitense.

## Palmarès
- Jim Phelan National Coach of the Year Award (2011)